# Доницетти, Джузеппе
Джузе́ппе Донице́тти (итал. Giuseppe Donizetti; 6 ноября 1788, Бергамо, республика Венеция — 12 февраля 1856, Стамбул, Османская империя) — итальянский композитор и музыкант, дирижёр, старший брат композитора Гаэтано Доницетти.

## Биография
Джузеппе Доницетти родился 6 ноября 1788 года в Бергамо, в республике Венеция. Обучался музыке сначала у своего дяди, Карини Доницетти, затем у Симона Майра.
В 1808 году присоединился к армии Франции под командованием Наполеона Бонапарта. Служил дирижёром полкового оркестра и участвовал в кампаниях против Австрии и Испании. После падения Наполеона Бонапарта, продолжил карьеру полкового дирижёра в армии королевства Сардиния.
В 1828 году через посла королевства Сардиния в Османской империи он был приглашён в Стамбул султаном Махмудом II. Стамбул стал вторым домом для композитора. Джузеппе Доницетти руководил военным музыкальным ведомством в армии Османской империи при султанах Махмуде II и Абдул-Меджиде I. Сначала он был удостоен звания полковника и получил титул бея. Затем его произвели в генерал-майоры с титулом паши.
Доницетти-паша сыграл значительную роль во внедрении европейской музыки в военных оркестрах Османской империи. Помимо обучения музыкантов для военных оркестров армии султана, Джузеппе Доницетти преподавал музыку членам правившей династии, включая жён и дочерей султанов.
В 1829 году он сочинил первый национальный гимн Османской империи «Марш Махмуда II», написанный им для султана Махмуда II, который исполнялся в течение 11 лет. Затем композитор сочинил новый национальный гимн Османской империи — «Марш Меджида», написанный им для султана Абдул-Меджида I в 1839 году и исполнявшийся в течение 22 лет. Джузеппе Доницетти руководил постановками в театре Итальянской оперы в Стамбуле, занимался организацией концертов и музыкальных спектаклей при дворе. Им были организованы концерты Ференца Листа (в 1848 году написавшего «Grande paraphrase de la Marche pour le Sultan Abdul-Medjid Khan» (русск. «Гранд Парафраз марша Доницетти, сочинённого для Его Величества султана Абдул-Меджид-хана»), позже изданный в Берлине), Элиаса Пэриш Алварса и Леопольда фон Мейера. Младший брат композитора, Гаэтано, которого он никогда не видел, по-доброму называл его: «Мой брат-турок».
Джузеппе Доницетти был награждён орденом Нишан-аль-Ифтихар султана Махмуда II, орденом Меджидие султана Абдул-Меджида I. В 1842 году он был награждён орденом Почетного легиона.
Джузеппе Доницетти прожил 28 лет в Османской империи и умер в Стамбуле в 1856 году. Похоронен в крипте собора Святого Духа, расположенного на территории лицея Нотр-Дам-де-Сион в районе Шишли, севернее Бейоглу.